# Jošice
Jošice este un sat din comuna Herceg Novi, Muntenegru. Conform datelor de la recensământul din 2003, localitatea are 439 de locuitori (la recensământul din 1991 erau 411 locuitori).

## Demografie
În satul Jošice locuiesc 343 de persoane adulte, iar vârsta medie a populației este de 39,5 de ani (36,9 la bărbați și 42,0 la femei). În localitate sunt 139 de gospodării, iar numărul mediu de membri în gospodărie este de 3,16.
Populația localității este foarte eterogenă.
|  |

| Demografie | Demografie | Demografie |
| An         | Locuitori  | Locuitori  |
| ---------- | ---------- | ---------- |
|            |            |            |
|            |            |            |
|            |            |            |
|            |            |            |
| 1948       | 286        |            |
| 1953       | 305        |            |
| 1961       | 348        |            |
| 1971       | 393        |            |
| 1981       | 372        |            |
| 1991       | 411        | 400        |
| 2003       | 441        | 439        |

| \| Componența etnică conform recensământului din 2003[2] \| Componența etnică conform recensământului din 2003[2] \| Componența etnică conform recensământului din 2003[2] \| Componența etnică conform recensământului din 2003[2] \| Componența etnică conform recensământului din 2003[2] \| \| ----------------------------------------------------- \| ----------------------------------------------------- \| ----------------------------------------------------- \| ----------------------------------------------------- \| ----------------------------------------------------- \| \| \| \| \| \| \| \| Sârbi \| Sârbi \| \| 195 \| 44,41% \| \| Muntenegreni \| Muntenegreni \| \| 89 \| 20,27% \| \| Croați \| Croați \| \| 15 \| 3,41% \| \| Iugoslavi \| Iugoslavi \| \| 3 \| 0,68% \| \| Sloveni \| Sloveni \| \| 1 \| 0,22% \| \| Macedoneni \| Macedoneni \| \| 1 \| 0,22% \| \| necunoscută \| necunoscută \| \| 2 \| 0,45% \| |              |  |     |        |
| Componența etnică conform recensământului din 2003 |              |  |     |        |
| |              |  |     |        |
| Sârbi | Sârbi        |  | 195 | 44,41% |
| Muntenegreni | Muntenegreni |  | 89  | 20,27% |
| Croați | Croați       |  | 15  | 3,41%  |
| Iugoslavi | Iugoslavi    |  | 3   | 0,68%  |
| Sloveni | Sloveni      |  | 1   | 0,22%  |
| Macedoneni | Macedoneni   |  | 1   | 0,22%  |
| necunoscută | necunoscută  |  | 2   | 0,45%  |